# 会典
會典之名始見於明代，意思是“典章會要”。會典是大多屬當代官修斷代式政書，會典與會要最大的差異是：会要以“職官”為綱，記錄中央與地方官職制度沿革；會典着重記述法令典章，而不詳備史實。現存的會典有：《唐六典》、《元典章》、《明會典》、《清會典》。歷代第一部會典為《唐六典》，唐玄宗開元十年（722年）召修，按《周官》分為理典、教典、禮典、政典、刑典、事典六個部分編成，故稱《唐六典》，並於開元二十六年（738年）撰成三十卷。明代弘治十年（1497年）仿《唐六典》制定了《明會典》。康熙二十三年（1684年）初修《大清會典》，又稱《康熙會典》，凡162卷，形式上仿《大明会典》，到了雍正、乾隆、嘉慶和光绪年間曾四次重修。